# Francisco Lora
Francisco Lora – dominikański zapaśnik walczący w obu stylach. Srebrny medalista igrzysk Ameryki Środkowej i Karaibów w 1986 roku.